# Europamästerskapet i vattenpolo för damer 2024
Europamästerskapet i vattenpolo för damer 2024 hölls i Eindhoven i Nederländerna mellan den 5 och 13 januari 2024. Det var den 20:e upplagan av europamästerskapet i vattenpolo för damer. Det var första upplagan med 16 tävlande lag.
Ursprungligen var Netanya i Israel vald till värd för turneringen. På grund av kriget mellan Hamas och Israel 2023 valde europeiska simsportförbundet dock att flytta mästerskapet.

## Kvalificerade lag
| Turnering               | Datum                     | Plats | Antal | Kvalificerade                                                                               |
| ----------------------- | ------------------------- | ----- | ----- | ------------------------------------------------------------------------------------------- |
| Värdnation              | 13 maj 2022               | –     | 1     | Israel                                                                                      |
| Europamästerskapet 2022 | 29 augusti – 10 september | Split | 7     | Spanien · Grekland · Italien · Nederländerna · Ungern · Frankrike · Kroatien                |
| Kval                    | 23–25 juni 2023           | Flera | 8     | Slovakien · Rumänien · Serbien · Storbritannien · Bulgarien · Turkiet · Tjeckien · Tyskland |

## Gruppspel

### Division 1

#### Grupp A
| Pos | Lag               | S | V | StrV | StrF | F | GM | IM | MS  | P | Kvalificering |
| --- | ----------------- | - | - | ---- | ---- | - | -- | -- | --- | - | ------------- |
| 1   | Nederländerna (H) | 3 | 3 | 0    | 0    | 0 | 53 | 27 | +26 | 9 | Kvartsfinal   |
| 2   | Grekland          | 3 | 2 | 0    | 0    | 1 | 49 | 35 | +14 | 6 | Kvartsfinal   |
| 3   | Ungern            | 3 | 1 | 0    | 0    | 2 | 40 | 30 | +10 | 3 | Slutspel      |
| 4   | Kroatien          | 3 | 0 | 0    | 0    | 3 | 16 | 66 | −50 | 0 | Slutspel      |

|       | 5 januari 2024 | Nederländerna    | 24 – 6                       | Kroatien         | Pieter van den Hoogenband Zwemstadion                                          |                                                                                |
| 19:00 | 19:00          | Keuning, Rogge 4 | (5–2, 6–2, 7–1, 6–1) Rapport | Brnetić, Butić 2 | Eindhoven Domare: Ivanka Raković Krstonošić (Serbien) Anne Grandin (Frankrike) | Eindhoven Domare: Ivanka Raković Krstonošić (Serbien) Anne Grandin (Frankrike) |
| 19:00 | 19:00          |                  |                              |                  | Eindhoven Domare: Ivanka Raković Krstonošić (Serbien) Anne Grandin (Frankrike) | Eindhoven Domare: Ivanka Raković Krstonošić (Serbien) Anne Grandin (Frankrike) |
| 19:00 | 19:00          |                  |                              |                  | Eindhoven Domare: Ivanka Raković Krstonošić (Serbien) Anne Grandin (Frankrike) | Eindhoven Domare: Ivanka Raković Krstonošić (Serbien) Anne Grandin (Frankrike) |

|       | 5 januari 2024 | Ungern        | 12 – 14                      | Grekland       | Pieter van den Hoogenband Zwemstadion                                       |                                                                             |
| 20:30 | 20:30          | tre spelare 3 | (4–4, 2–2, 4–3, 2–5) Rapport | Giannopoulou 4 | Eindhoven Domare: Alessia Ferrari (Italien) Juan Carlos Colominas (Spanien) | Eindhoven Domare: Alessia Ferrari (Italien) Juan Carlos Colominas (Spanien) |
| 20:30 | 20:30          |               |                              |                | Eindhoven Domare: Alessia Ferrari (Italien) Juan Carlos Colominas (Spanien) | Eindhoven Domare: Alessia Ferrari (Italien) Juan Carlos Colominas (Spanien) |
| 20:30 | 20:30          |               |                              |                | Eindhoven Domare: Alessia Ferrari (Italien) Juan Carlos Colominas (Spanien) | Eindhoven Domare: Alessia Ferrari (Italien) Juan Carlos Colominas (Spanien) |

|       | 6 januari 2024 | Grekland            | 25 – 8                       | Kroatien         | Pieter van den Hoogenband Zwemstadion                                       |                                                                             |
| 16:00 | 16:00          | Elliniadi, Xenaki 5 | (5–4, 7–1, 6–1, 7–2) Rapport | Glas, Janković 2 | Eindhoven Domare: Radosław Koryzna (Polen) Maxim Gerasimov (Storbritannien) | Eindhoven Domare: Radosław Koryzna (Polen) Maxim Gerasimov (Storbritannien) |
| 16:00 | 16:00          |                     |                              |                  | Eindhoven Domare: Radosław Koryzna (Polen) Maxim Gerasimov (Storbritannien) | Eindhoven Domare: Radosław Koryzna (Polen) Maxim Gerasimov (Storbritannien) |
| 16:00 | 16:00          |                     |                              |                  | Eindhoven Domare: Radosław Koryzna (Polen) Maxim Gerasimov (Storbritannien) | Eindhoven Domare: Radosław Koryzna (Polen) Maxim Gerasimov (Storbritannien) |

|       | 6 januari 2024 | Nederländerna | 14 – 11                      | Ungern              | Pieter van den Hoogenband Zwemstadion                             |                                                                   |
| 19:00 | 19:00          | Rogge 4       | (4–1, 1–3, 5–4, 4–3) Rapport | Garda, Keszthelyi 3 | Eindhoven Domare: Matan Schwartz (Israel) Philip Uhlig (Tyskland) | Eindhoven Domare: Matan Schwartz (Israel) Philip Uhlig (Tyskland) |
| 19:00 | 19:00          |               |                              |                     | Eindhoven Domare: Matan Schwartz (Israel) Philip Uhlig (Tyskland) | Eindhoven Domare: Matan Schwartz (Israel) Philip Uhlig (Tyskland) |
| 19:00 | 19:00          |               |                              |                     | Eindhoven Domare: Matan Schwartz (Israel) Philip Uhlig (Tyskland) | Eindhoven Domare: Matan Schwartz (Israel) Philip Uhlig (Tyskland) |

|       | 7 januari 2024 | Nederländerna   | 15 – 10                      | Grekland      | Pieter van den Hoogenband Zwemstadion                              |                                                                    |
| 18:30 | 18:30          | Van de Kraats 5 | (4–3, 5–1, 2–3, 4–3) Rapport | tre spelare 2 | Eindhoven Domare: Radosław Koryzna (Polen) Matan Schwartz (Israel) | Eindhoven Domare: Radosław Koryzna (Polen) Matan Schwartz (Israel) |
| 18:30 | 18:30          |                 |                              |               | Eindhoven Domare: Radosław Koryzna (Polen) Matan Schwartz (Israel) | Eindhoven Domare: Radosław Koryzna (Polen) Matan Schwartz (Israel) |
| 18:30 | 18:30          |                 |                              |               | Eindhoven Domare: Radosław Koryzna (Polen) Matan Schwartz (Israel) | Eindhoven Domare: Radosław Koryzna (Polen) Matan Schwartz (Israel) |

|       | 7 januari 2024 | Ungern            | 17 – 2                       | Kroatien          | Pieter van den Hoogenband Zwemstadion                               |                                                                     |
| 20:00 | 20:00          | Garda, Leimeter 4 | (5–1, 6–0, 3–1, 3–0) Rapport | Janković, Rozić 1 | Eindhoven Domare: Martina Kuníková (Slovakien) Ivo Mareš (Tjeckien) | Eindhoven Domare: Martina Kuníková (Slovakien) Ivo Mareš (Tjeckien) |
| 20:00 | 20:00          |                   |                              |                   | Eindhoven Domare: Martina Kuníková (Slovakien) Ivo Mareš (Tjeckien) | Eindhoven Domare: Martina Kuníková (Slovakien) Ivo Mareš (Tjeckien) |
| 20:00 | 20:00          |                   |                              |                   | Eindhoven Domare: Martina Kuníková (Slovakien) Ivo Mareš (Tjeckien) | Eindhoven Domare: Martina Kuníková (Slovakien) Ivo Mareš (Tjeckien) |

#### Grupp B
| Pos | Lag       | S | V | StrV | StrF | F | GM | IM | MS  | P | Kvalificering |
| --- | --------- | - | - | ---- | ---- | - | -- | -- | --- | - | ------------- |
| 1   | Spanien   | 3 | 3 | 0    | 0    | 0 | 53 | 23 | +30 | 9 | Kvartsfinal   |
| 2   | Italien   | 3 | 2 | 0    | 0    | 1 | 40 | 31 | +9  | 6 | Kvartsfinal   |
| 3   | Frankrike | 3 | 1 | 0    | 0    | 2 | 30 | 37 | −7  | 3 | Slutspel      |
| 4   | Israel    | 3 | 0 | 0    | 0    | 3 | 26 | 58 | −32 | 0 | Slutspel      |

|       | 5 januari 2024 | Israel    | 11 – 20                      | Italien    | Pieter van den Hoogenband Zwemstadion                               |                                                                     |
| 15:00 | 15:00          | Yaacobi 4 | (2–6, 2–7, 2–4, 5–3) Rapport | Palmieri 4 | Eindhoven Domare: Diana Dutilh (Nederländerna) Ivo Mareš (Tjeckien) | Eindhoven Domare: Diana Dutilh (Nederländerna) Ivo Mareš (Tjeckien) |
| 15:00 | 15:00          |           |                              |            | Eindhoven Domare: Diana Dutilh (Nederländerna) Ivo Mareš (Tjeckien) | Eindhoven Domare: Diana Dutilh (Nederländerna) Ivo Mareš (Tjeckien) |
| 15:00 | 15:00          |           |                              |            | Eindhoven Domare: Diana Dutilh (Nederländerna) Ivo Mareš (Tjeckien) | Eindhoven Domare: Diana Dutilh (Nederländerna) Ivo Mareš (Tjeckien) |

|       | 5 januari 2024 | Spanien  | 17 – 8                       | Frankrike | Pieter van den Hoogenband Zwemstadion                              |                                                                    |
| 16:30 | 16:30          | Crespí 3 | (4–1, 4–2, 4–3, 5–2) Rapport | Hertzka 3 | Eindhoven Domare: Radosław Koryzna (Polen) Philip Uhlig (Tyskland) | Eindhoven Domare: Radosław Koryzna (Polen) Philip Uhlig (Tyskland) |
| 16:30 | 16:30          |          |                              |           | Eindhoven Domare: Radosław Koryzna (Polen) Philip Uhlig (Tyskland) | Eindhoven Domare: Radosław Koryzna (Polen) Philip Uhlig (Tyskland) |
| 16:30 | 16:30          |          |                              |           | Eindhoven Domare: Radosław Koryzna (Polen) Philip Uhlig (Tyskland) | Eindhoven Domare: Radosław Koryzna (Polen) Philip Uhlig (Tyskland) |

|       | 6 januari 2024 | Italien    | 12 – 6                       | Frankrike      | Pieter van den Hoogenband Zwemstadion                                    |                                                                          |
| 17:30 | 17:30          | Bianconi 3 | (4–0, 2–3, 4–1, 2–2) Rapport | Bouloukbachi 3 | Eindhoven Domare: Maria Daskalopoulou (Grekland) Nóra Debreceni (Ungern) | Eindhoven Domare: Maria Daskalopoulou (Grekland) Nóra Debreceni (Ungern) |
| 17:30 | 17:30          |            |                              |                | Eindhoven Domare: Maria Daskalopoulou (Grekland) Nóra Debreceni (Ungern) | Eindhoven Domare: Maria Daskalopoulou (Grekland) Nóra Debreceni (Ungern) |
| 17:30 | 17:30          |            |                              |                | Eindhoven Domare: Maria Daskalopoulou (Grekland) Nóra Debreceni (Ungern) | Eindhoven Domare: Maria Daskalopoulou (Grekland) Nóra Debreceni (Ungern) |

|       | 6 januari 2024 | Spanien | 22 – 7                       | Israel    | Pieter van den Hoogenband Zwemstadion                                        |                                                                              |
| 20:30 | 20:30          | Ortiz 5 | (5–2, 5–3, 8–2, 4–0) Rapport | Yaacobi 5 | Eindhoven Domare: Ivanka Raković Krstonošić (Serbien) Sara Kontek (Kroatien) | Eindhoven Domare: Ivanka Raković Krstonošić (Serbien) Sara Kontek (Kroatien) |
| 20:30 | 20:30          |         |                              |           | Eindhoven Domare: Ivanka Raković Krstonošić (Serbien) Sara Kontek (Kroatien) | Eindhoven Domare: Ivanka Raković Krstonošić (Serbien) Sara Kontek (Kroatien) |
| 20:30 | 20:30          |         |                              |           | Eindhoven Domare: Ivanka Raković Krstonošić (Serbien) Sara Kontek (Kroatien) | Eindhoven Domare: Ivanka Raković Krstonošić (Serbien) Sara Kontek (Kroatien) |

|       | 7 januari 2024 | Israel    | 8 – 16                       | Frankrike     | Pieter van den Hoogenband Zwemstadion                                       |                                                                             |
| 15:30 | 15:30          | Yaacobi 2 | (3–4, 2–5, 1–3, 2–4) Rapport | tre spelare 3 | Eindhoven Domare: Alessia Ferrari (Italien) Juan Carlos Colominas (Spanien) | Eindhoven Domare: Alessia Ferrari (Italien) Juan Carlos Colominas (Spanien) |
| 15:30 | 15:30          |           |                              |               | Eindhoven Domare: Alessia Ferrari (Italien) Juan Carlos Colominas (Spanien) | Eindhoven Domare: Alessia Ferrari (Italien) Juan Carlos Colominas (Spanien) |
| 15:30 | 15:30          |           |                              |               | Eindhoven Domare: Alessia Ferrari (Italien) Juan Carlos Colominas (Spanien) | Eindhoven Domare: Alessia Ferrari (Italien) Juan Carlos Colominas (Spanien) |

|       | 7 januari 2024 | Spanien | 14 – 8                       | Italien    | Pieter van den Hoogenband Zwemstadion                                         |                                                                               |
| 17:00 | 17:00          | Forca 5 | (5–1, 3–3, 3–2, 3–2) Rapport | Giustini 3 | Eindhoven Domare: Diana Dutilh (Nederländerna) Maria Daskalopoulou (Grekland) | Eindhoven Domare: Diana Dutilh (Nederländerna) Maria Daskalopoulou (Grekland) |
| 17:00 | 17:00          |         |                              |            | Eindhoven Domare: Diana Dutilh (Nederländerna) Maria Daskalopoulou (Grekland) | Eindhoven Domare: Diana Dutilh (Nederländerna) Maria Daskalopoulou (Grekland) |
| 17:00 | 17:00          |         |                              |            | Eindhoven Domare: Diana Dutilh (Nederländerna) Maria Daskalopoulou (Grekland) | Eindhoven Domare: Diana Dutilh (Nederländerna) Maria Daskalopoulou (Grekland) |

### Division 2

#### Grupp C
| Pos | Lag      | S | V | StrV | StrF | F | GM | IM | MS  | P | Kvalificering     |
| --- | -------- | - | - | ---- | ---- | - | -- | -- | --- | - | ----------------- |
| 1   | Serbien  | 3 | 3 | 0    | 0    | 0 | 43 | 14 | +29 | 9 | Slutspel          |
| 2   | Tjeckien | 3 | 2 | 0    | 0    | 1 | 27 | 36 | −9  | 6 | Slutspel          |
| 3   | Rumänien | 3 | 1 | 0    | 0    | 2 | 25 | 35 | −10 | 3 | Placeringsmatcher |
| 4   | Turkiet  | 3 | 0 | 0    | 0    | 3 | 22 | 32 | −10 | 0 | Placeringsmatcher |

|       | 5 januari 2024 | Rumänien  | 12 – 13                      | Tjeckien | Pieter van den Hoogenband Zwemstadion                                           |                                                                                 |
| 09:00 | 09:00          | Olteanu 7 | (1–1, 4–1, 3–6, 4–5) Rapport | Holá 4   | Eindhoven Domare: Martina Kuníková (Slovakien) Vyacheslav Byelyevtsov (Ukraina) | Eindhoven Domare: Martina Kuníková (Slovakien) Vyacheslav Byelyevtsov (Ukraina) |
| 09:00 | 09:00          |           |                              |          | Eindhoven Domare: Martina Kuníková (Slovakien) Vyacheslav Byelyevtsov (Ukraina) | Eindhoven Domare: Martina Kuníková (Slovakien) Vyacheslav Byelyevtsov (Ukraina) |
| 09:00 | 09:00          |           |                              |          | Eindhoven Domare: Martina Kuníková (Slovakien) Vyacheslav Byelyevtsov (Ukraina) | Eindhoven Domare: Martina Kuníková (Slovakien) Vyacheslav Byelyevtsov (Ukraina) |

|       | 5 januari 2024 | Serbien     | 13 – 6                       | Turkiet  | Pieter van den Hoogenband Zwemstadion                                      |                                                                            |
| 10:30 | 10:30          | Milićević 5 | (2–2, 2–1, 5–0, 4–3) Rapport | Buralı 2 | Eindhoven Domare: Nóra Debreceni (Ungern) Maxim Gerasimov (Storbritannien) | Eindhoven Domare: Nóra Debreceni (Ungern) Maxim Gerasimov (Storbritannien) |
| 10:30 | 10:30          |             |                              |          | Eindhoven Domare: Nóra Debreceni (Ungern) Maxim Gerasimov (Storbritannien) | Eindhoven Domare: Nóra Debreceni (Ungern) Maxim Gerasimov (Storbritannien) |
| 10:30 | 10:30          |             |                              |          | Eindhoven Domare: Nóra Debreceni (Ungern) Maxim Gerasimov (Storbritannien) | Eindhoven Domare: Nóra Debreceni (Ungern) Maxim Gerasimov (Storbritannien) |

|       | 6 januari 2024 | Turkiet | 9 – 10                       | Tjeckien | Pieter van den Hoogenband Zwemstadion                                             |                                                                                   |
| 12:00 | 12:00          | Kuş 5   | (2–4, 2–3, 1–2, 4–1) Rapport | Holá 3   | Eindhoven Domare: Juan Carlos Colominas (Spanien) Aleksandar Nestorov (Bulgarien) | Eindhoven Domare: Juan Carlos Colominas (Spanien) Aleksandar Nestorov (Bulgarien) |
| 12:00 | 12:00          |         |                              |          | Eindhoven Domare: Juan Carlos Colominas (Spanien) Aleksandar Nestorov (Bulgarien) | Eindhoven Domare: Juan Carlos Colominas (Spanien) Aleksandar Nestorov (Bulgarien) |
| 12:00 | 12:00          |         |                              |          | Eindhoven Domare: Juan Carlos Colominas (Spanien) Aleksandar Nestorov (Bulgarien) | Eindhoven Domare: Juan Carlos Colominas (Spanien) Aleksandar Nestorov (Bulgarien) |

|       | 6 januari 2024 | Rumänien    | 4 – 15                       | Serbien     | Pieter van den Hoogenband Zwemstadion                                   |                                                                         |
| 13:30 | 13:30          | Melnychuk 3 | (1–4, 1–4, 2–4, 0–3) Rapport | Milićević 3 | Eindhoven Domare: Diana Dutilh (Nederländerna) Anne Grandin (Frankrike) | Eindhoven Domare: Diana Dutilh (Nederländerna) Anne Grandin (Frankrike) |
| 13:30 | 13:30          |             |                              |             | Eindhoven Domare: Diana Dutilh (Nederländerna) Anne Grandin (Frankrike) | Eindhoven Domare: Diana Dutilh (Nederländerna) Anne Grandin (Frankrike) |
| 13:30 | 13:30          |             |                              |             | Eindhoven Domare: Diana Dutilh (Nederländerna) Anne Grandin (Frankrike) | Eindhoven Domare: Diana Dutilh (Nederländerna) Anne Grandin (Frankrike) |

|       | 7 januari 2024 | Rumänien  | 9 – 7                        | Turkiet | Pieter van den Hoogenband Zwemstadion                                     |                                                                           |
| 09:00 | 09:00          | Olteanu 4 | (4–2, 2–3, 3–2, 0–0) Rapport | Kuş 5   | Eindhoven Domare: Sara Kontek (Kroatien) Vyacheslav Byelyevtsov (Ukraina) | Eindhoven Domare: Sara Kontek (Kroatien) Vyacheslav Byelyevtsov (Ukraina) |
| 09:00 | 09:00          |           |                              |         | Eindhoven Domare: Sara Kontek (Kroatien) Vyacheslav Byelyevtsov (Ukraina) | Eindhoven Domare: Sara Kontek (Kroatien) Vyacheslav Byelyevtsov (Ukraina) |
| 09:00 | 09:00          |           |                              |         | Eindhoven Domare: Sara Kontek (Kroatien) Vyacheslav Byelyevtsov (Ukraina) | Eindhoven Domare: Sara Kontek (Kroatien) Vyacheslav Byelyevtsov (Ukraina) |

|       | 7 januari 2024 | Serbien     | 15 – 4                       | Tjeckien  | Pieter van den Hoogenband Zwemstadion                                    |                                                                          |
| 10:30 | 10:30          | Milićević 4 | (3–1, 4–0, 4–1, 4–2) Rapport | Hlavatá 3 | Eindhoven Domare: Anne Grandin (Frankrike) Ioana Feica-Prodan (Rumänien) | Eindhoven Domare: Anne Grandin (Frankrike) Ioana Feica-Prodan (Rumänien) |
| 10:30 | 10:30          |             |                              |           | Eindhoven Domare: Anne Grandin (Frankrike) Ioana Feica-Prodan (Rumänien) | Eindhoven Domare: Anne Grandin (Frankrike) Ioana Feica-Prodan (Rumänien) |
| 10:30 | 10:30          |             |                              |           | Eindhoven Domare: Anne Grandin (Frankrike) Ioana Feica-Prodan (Rumänien) | Eindhoven Domare: Anne Grandin (Frankrike) Ioana Feica-Prodan (Rumänien) |

#### Grupp D
| Pos | Lag            | S | V | StrV | StrF | F | GM | IM | MS  | P | Kvalificering     |
| --- | -------------- | - | - | ---- | ---- | - | -- | -- | --- | - | ----------------- |
| 1   | Storbritannien | 3 | 3 | 0    | 0    | 0 | 43 | 19 | +24 | 9 | Slutspel          |
| 2   | Tyskland       | 3 | 2 | 0    | 0    | 1 | 47 | 31 | +16 | 6 | Slutspel          |
| 3   | Slovakien      | 3 | 1 | 0    | 0    | 2 | 40 | 32 | +8  | 3 | Placeringsmatcher |
| 4   | Bulgarien      | 3 | 0 | 0    | 0    | 3 | 23 | 71 | −48 | 0 | Placeringsmatcher |

|       | 5 januari 2024 | Slovakien   | 7 – 12                       | Storbritannien | Pieter van den Hoogenband Zwemstadion                            |                                                                  |
| 12:00 | 12:00          | Mešterová 2 | (1–5, 0–3, 3–2, 3–2) Rapport | Rogers 3       | Eindhoven Domare: Sara Kontek (Kroatien) Matan Schwartz (Israel) | Eindhoven Domare: Sara Kontek (Kroatien) Matan Schwartz (Israel) |
| 12:00 | 12:00          |             |                              |                | Eindhoven Domare: Sara Kontek (Kroatien) Matan Schwartz (Israel) | Eindhoven Domare: Sara Kontek (Kroatien) Matan Schwartz (Israel) |
| 12:00 | 12:00          |             |                              |                | Eindhoven Domare: Sara Kontek (Kroatien) Matan Schwartz (Israel) | Eindhoven Domare: Sara Kontek (Kroatien) Matan Schwartz (Israel) |

|       | 5 januari 2024 | Tyskland    | 29 – 9                        | Bulgarien | Pieter van den Hoogenband Zwemstadion                                       |                                                                             |
| 13:30 | 13:30          | Vosseberg 6 | (10–2, 9–1, 5–3, 5–3) Rapport | Gesheva 4 | Eindhoven Domare: Maria Daskalopoulou (Grekland) İlkin Çakmakoğlu (Turkiet) | Eindhoven Domare: Maria Daskalopoulou (Grekland) İlkin Çakmakoğlu (Turkiet) |
| 13:30 | 13:30          |             |                               |           | Eindhoven Domare: Maria Daskalopoulou (Grekland) İlkin Çakmakoğlu (Turkiet) | Eindhoven Domare: Maria Daskalopoulou (Grekland) İlkin Çakmakoğlu (Turkiet) |
| 13:30 | 13:30          |             |                               |           | Eindhoven Domare: Maria Daskalopoulou (Grekland) İlkin Çakmakoğlu (Turkiet) | Eindhoven Domare: Maria Daskalopoulou (Grekland) İlkin Çakmakoğlu (Turkiet) |

|       | 6 januari 2024 | Bulgarien   | 6 – 19                       | Storbritannien | Pieter van den Hoogenband Zwemstadion                                            |                                                                                  |
| 09:00 | 09:00          | Dimitrova 3 | (1–5, 1–6, 2–4, 2–4) Rapport | Falvey 5       | Eindhoven Domare: Ioana Feica-Prodan (Rumänien) Vyacheslav Byelyevtsov (Ukraina) | Eindhoven Domare: Ioana Feica-Prodan (Rumänien) Vyacheslav Byelyevtsov (Ukraina) |
| 09:00 | 09:00          |             |                              |                | Eindhoven Domare: Ioana Feica-Prodan (Rumänien) Vyacheslav Byelyevtsov (Ukraina) | Eindhoven Domare: Ioana Feica-Prodan (Rumänien) Vyacheslav Byelyevtsov (Ukraina) |
| 09:00 | 09:00          |             |                              |                | Eindhoven Domare: Ioana Feica-Prodan (Rumänien) Vyacheslav Byelyevtsov (Ukraina) | Eindhoven Domare: Ioana Feica-Prodan (Rumänien) Vyacheslav Byelyevtsov (Ukraina) |

|       | 6 januari 2024 | Slovakien   | 10 – 12                      | Tyskland    | Pieter van den Hoogenband Zwemstadion                                  |                                                                        |
| 10:30 | 10:30          | Sedlaková 4 | (3–2, 4–4, 1–4, 2–2) Rapport | Vosseberg 4 | Eindhoven Domare: Alessia Ferrari (Italien) İlkin Çakmakoğlu (Turkiet) | Eindhoven Domare: Alessia Ferrari (Italien) İlkin Çakmakoğlu (Turkiet) |
| 10:30 | 10:30          |             |                              |             | Eindhoven Domare: Alessia Ferrari (Italien) İlkin Çakmakoğlu (Turkiet) | Eindhoven Domare: Alessia Ferrari (Italien) İlkin Çakmakoğlu (Turkiet) |
| 10:30 | 10:30          |             |                              |             | Eindhoven Domare: Alessia Ferrari (Italien) İlkin Çakmakoğlu (Turkiet) | Eindhoven Domare: Alessia Ferrari (Italien) İlkin Çakmakoğlu (Turkiet) |

|       | 7 januari 2024 | Slovakien              | 23 – 8                       | Bulgarien      | Pieter van den Hoogenband Zwemstadion                                      |                                                                            |
| 12:00 | 12:00          | Mešterová, Sedláková 5 | (6–2, 4–2, 6–2, 7–2) Rapport | fyra spelare 2 | Eindhoven Domare: Philip Uhlig (Tyskland) Maxim Gerasimov (Storbritannien) | Eindhoven Domare: Philip Uhlig (Tyskland) Maxim Gerasimov (Storbritannien) |
| 12:00 | 12:00          |                        |                              |                | Eindhoven Domare: Philip Uhlig (Tyskland) Maxim Gerasimov (Storbritannien) | Eindhoven Domare: Philip Uhlig (Tyskland) Maxim Gerasimov (Storbritannien) |
| 12:00 | 12:00          |                        |                              |                | Eindhoven Domare: Philip Uhlig (Tyskland) Maxim Gerasimov (Storbritannien) | Eindhoven Domare: Philip Uhlig (Tyskland) Maxim Gerasimov (Storbritannien) |

|       | 7 januari 2024 | Tyskland    | 6 – 12                       | Storbritannien   | Pieter van den Hoogenband Zwemstadion                                         |                                                                               |
| 13:30 | 13:30          | Vosseberg 2 | (1–3, 0–3, 3–5, 2–1) Rapport | Falvey, Turner 4 | Eindhoven Domare: Nóra Debreceni (Ungern) Ivanka Raković Krstonošić (Serbien) | Eindhoven Domare: Nóra Debreceni (Ungern) Ivanka Raković Krstonošić (Serbien) |
| 13:30 | 13:30          |             |                              |                  | Eindhoven Domare: Nóra Debreceni (Ungern) Ivanka Raković Krstonošić (Serbien) | Eindhoven Domare: Nóra Debreceni (Ungern) Ivanka Raković Krstonošić (Serbien) |
| 13:30 | 13:30          |             |                              |                  | Eindhoven Domare: Nóra Debreceni (Ungern) Ivanka Raković Krstonošić (Serbien) | Eindhoven Domare: Nóra Debreceni (Ungern) Ivanka Raković Krstonošić (Serbien) |

## Slutspel
|  | Slutspel              | Slutspel      |                |    | Kvartsfinaler | Kvartsfinaler |   |  | Semifinaler | Semifinaler |  |  | Final | Final |
|  |                       |               |                |    |               |               |   |  |             |             |  |  |       |       |
|  |                       |               |                |    |               |               |   |  |             |             |  |  |       |       |
|  |                       |               |                |    |               |               |   |  |             |             |  |  |       |       |
|  |                       |               |                |    |               |               |   |  |             |             |  |  |       |       |
|  | 9 januari             |               |                |    |               |               |   |  |             |             |  |  |       |       |
|  |                       |               |                |    |               |               |   |  |             |             |  |  |       |       |
|  | Spanien               | 17            |                |    |               |               |   |  |             |             |  |  |       |       |
|  | Spanien               | 17            | 8 januari      |    |               |               |   |  |             |             |  |  |       |       |
|  |                       |               | Kroatien       | 6  |               |               |   |  |             |             |  |  |       |       |
|  | Kroatien              | 11            | Kroatien       | 6  |               |               |   |  |             |             |  |  |       |       |
|  | Kroatien              | 11            | 11 januari     |    |               |               |   |  |             |             |  |  |       |       |
|  | Serbien               | 8             |                |    |               |               |   |  |             |             |  |  |       |       |
|  | Serbien               | 8             | Spanien        | 13 |               |               |   |  |             |             |  |  |       |       |
|  |                       |               | Spanien        | 13 |               |               |   |  |             |             |  |  |       |       |
|  |                       | Grekland      | 5              |    |               |               |   |  |             |             |  |  |       |       |
|  |                       | Grekland      | 5              |    |               |               |   |  |             |             |  |  |       |       |
|  | 9 januari             |               |                |    |               |               |   |  |             |             |  |  |       |       |
|  |                       |               |                |    |               |               |   |  |             |             |  |  |       |       |
|  | Grekland              | 15            |                |    |               |               |   |  |             |             |  |  |       |       |
|  | Grekland              | 15            | 8 januari      |    |               |               |   |  |             |             |  |  |       |       |
|  |                       |               | Frankrike      | 7  |               |               |   |  |             |             |  |  |       |       |
|  | Frankrike             | 14            | Frankrike      | 7  |               |               |   |  |             |             |  |  |       |       |
|  | Frankrike             | 14            | 13 januari     |    |               |               |   |  |             |             |  |  |       |       |
|  | Tyskland              | 6             |                |    |               |               |   |  |             |             |  |  |       |       |
|  | Tyskland              | 6             | Spanien        | 7  |               |               |   |  |             |             |  |  |       |       |
|  |                       |               | Spanien        | 7  |               |               |   |  |             |             |  |  |       |       |
|  |                       | Nederländerna | 8              |    |               |               |   |  |             |             |  |  |       |       |
|  |                       | Nederländerna | 8              |    |               |               |   |  |             |             |  |  |       |       |
|  | 9 januari             |               |                |    |               |               |   |  |             |             |  |  |       |       |
|  |                       |               |                |    |               |               |   |  |             |             |  |  |       |       |
|  | Nederländerna         | 25            |                |    |               |               |   |  |             |             |  |  |       |       |
|  | Nederländerna         | 25            | 8 januari      |    |               |               |   |  |             |             |  |  |       |       |
|  |                       |               | Storbritannien | 6  |               |               |   |  |             |             |  |  |       |       |
|  | Israel                | 9 (4)         | Storbritannien | 6  |               |               |   |  |             |             |  |  |       |       |
|  | Israel                | 9 (4)         | 11 januari     |    |               |               |   |  |             |             |  |  |       |       |
|  | Storbritannien (Str.) | 9 (5)         |                |    |               |               |   |  |             |             |  |  |       |       |
|  | Storbritannien (Str.) | 9 (5)         | Nederländerna  | 7  |               |               |   |  |             |             |  |  |       |       |
|  |                       |               | Nederländerna  | 7  |               |               |   |  |             |             |  |  |       |       |
|  |                       | Italien       | 6              |    | Bronsmatch    | Bronsmatch    |   |  |             |             |  |  |       |       |
|  |                       | Italien       | 6              |    | Bronsmatch    | Bronsmatch    |   |  |             |             |  |  |       |       |
|  | 9 januari             | 9 januari     |                |    | 13 januari    | 13 januari    |   |  |             |             |  |  |       |       |
|  | 9 januari             | 9 januari     |                |    | 13 januari    | 13 januari    |   |  |             |             |  |  |       |       |
|  | Italien               | 12            | Grekland       | 7  |               |               |   |  |             |             |  |  |       |       |
|  | Italien               | 12            | Grekland       | 7  | 8 januari     |               |   |  |             |             |  |  |       |       |
|  |                       |               | Ungern         | 11 |               | Italien       | 6 |  |             |             |  |  |       |       |
|  | Ungern                | 27            | Ungern         | 11 |               | Italien       | 6 |  |             |             |  |  |       |       |
|  | Ungern                | 27            |                |    |               |               |   |  |             |             |  |  |       |       |
|  | Tjeckien              | 4             |                |    |               |               |   |  |             |             |  |  |       |       |
|  | Tjeckien              | 4             |                |    |               |               |   |  |             |             |  |  |       |       |

### Slutspel
|       | 8 januari 2024 | Kroatien | 11 – 8                       | Serbien     | Pieter van den Hoogenband Zwemstadion                                  |                                                                        |
| 16:00 | 16:00          | Butić 4  | (2–3, 2–3, 2–1, 5–1) Rapport | Milićević 4 | Eindhoven Domare: Diana Dutilh (Nederländerna) Nóra Debreceni (Ungern) | Eindhoven Domare: Diana Dutilh (Nederländerna) Nóra Debreceni (Ungern) |
| 16:00 | 16:00          |          |                              |             | Eindhoven Domare: Diana Dutilh (Nederländerna) Nóra Debreceni (Ungern) | Eindhoven Domare: Diana Dutilh (Nederländerna) Nóra Debreceni (Ungern) |
| 16:00 | 16:00          |          |                              |             | Eindhoven Domare: Diana Dutilh (Nederländerna) Nóra Debreceni (Ungern) | Eindhoven Domare: Diana Dutilh (Nederländerna) Nóra Debreceni (Ungern) |

|       | 8 januari 2024 | Israel                     | 13 – 14                      | Storbritannien | Pieter van den Hoogenband Zwemstadion                              |                                                                    |
| 17:30 | 17:30          | Kordonskaia, Sasover 2     | (3–3, 2–2, 3–3, 1–1) Rapport | Falvey 3       | Eindhoven Domare: Radosław Koryzna (Polen) Philip Uhlig (Tyskland) | Eindhoven Domare: Radosław Koryzna (Polen) Philip Uhlig (Tyskland) |
| 17:30 | 17:30          |                            |                              |                | Eindhoven Domare: Radosław Koryzna (Polen) Philip Uhlig (Tyskland) | Eindhoven Domare: Radosław Koryzna (Polen) Philip Uhlig (Tyskland) |
| 17:30 | 17:30          | Straffsparksläggning 4 – 5 |                              |                | Eindhoven Domare: Radosław Koryzna (Polen) Philip Uhlig (Tyskland) | Eindhoven Domare: Radosław Koryzna (Polen) Philip Uhlig (Tyskland) |

|       | 8 januari 2024 | Frankrike      | 14 – 6                       | Tyskland | Pieter van den Hoogenband Zwemstadion                                    |                                                                          |
| 19:00 | 19:00          | Bouloukbachi 5 | (4–1, 5–2, 4–2, 1–1) Rapport | Rieck 3  | Eindhoven Domare: Alessia Ferrari (Italien) Martina Kuníková (Slovakien) | Eindhoven Domare: Alessia Ferrari (Italien) Martina Kuníková (Slovakien) |
| 19:00 | 19:00          |                |                              |          | Eindhoven Domare: Alessia Ferrari (Italien) Martina Kuníková (Slovakien) | Eindhoven Domare: Alessia Ferrari (Italien) Martina Kuníková (Slovakien) |
| 19:00 | 19:00          |                |                              |          | Eindhoven Domare: Alessia Ferrari (Italien) Martina Kuníková (Slovakien) | Eindhoven Domare: Alessia Ferrari (Italien) Martina Kuníková (Slovakien) |

|       | 8 januari 2024 | Ungern        | 27 – 4                       | Tjeckien  | Pieter van den Hoogenband Zwemstadion                                 |                                                                       |
| 20:30 | 20:30          | tre spelare 4 | (7–2, 6–2, 8–0, 6–0) Rapport | Hlavatá 2 | Eindhoven Domare: Anne Grandin (Frankrike) İlkin Çakmakoğlu (Turkiet) | Eindhoven Domare: Anne Grandin (Frankrike) İlkin Çakmakoğlu (Turkiet) |
| 20:30 | 20:30          |               |                              |           | Eindhoven Domare: Anne Grandin (Frankrike) İlkin Çakmakoğlu (Turkiet) | Eindhoven Domare: Anne Grandin (Frankrike) İlkin Çakmakoğlu (Turkiet) |
| 20:30 | 20:30          |               |                              |           | Eindhoven Domare: Anne Grandin (Frankrike) İlkin Çakmakoğlu (Turkiet) | Eindhoven Domare: Anne Grandin (Frankrike) İlkin Çakmakoğlu (Turkiet) |

### Kvartsfinaler
|       | 9 januari 2024 | Spanien       | 17 – 6                       | Kroatien | Pieter van den Hoogenband Zwemstadion                              |                                                                    |
| 16:00 | 16:00          | Camus, Peña 4 | (5–2, 4–3, 3–0, 5–1) Rapport | Rozić 2  | Eindhoven Domare: Radosław Koryzna (Polen) Philip Uhlig (Tyskland) | Eindhoven Domare: Radosław Koryzna (Polen) Philip Uhlig (Tyskland) |
| 16:00 | 16:00          |               |                              |          | Eindhoven Domare: Radosław Koryzna (Polen) Philip Uhlig (Tyskland) | Eindhoven Domare: Radosław Koryzna (Polen) Philip Uhlig (Tyskland) |
| 16:00 | 16:00          |               |                              |          | Eindhoven Domare: Radosław Koryzna (Polen) Philip Uhlig (Tyskland) | Eindhoven Domare: Radosław Koryzna (Polen) Philip Uhlig (Tyskland) |

|       | 9 januari 2024 | Nederländerna | 25 – 6                       | Storbritannien    | Pieter van den Hoogenband Zwemstadion                                   |                                                                         |
| 17:30 | 17:30          | Rogge 5       | (7–1, 8–2, 3–1, 7–2) Rapport | Perkins, Turner 2 | Eindhoven Domare: Ivanka Raković Krstonošić (Serbien) Sara Kontek (CRO) | Eindhoven Domare: Ivanka Raković Krstonošić (Serbien) Sara Kontek (CRO) |
| 17:30 | 17:30          |               |                              |                   | Eindhoven Domare: Ivanka Raković Krstonošić (Serbien) Sara Kontek (CRO) | Eindhoven Domare: Ivanka Raković Krstonošić (Serbien) Sara Kontek (CRO) |
| 17:30 | 17:30          |               |                              |                   | Eindhoven Domare: Ivanka Raković Krstonošić (Serbien) Sara Kontek (CRO) | Eindhoven Domare: Ivanka Raković Krstonošić (Serbien) Sara Kontek (CRO) |

|       | 9 januari 2024 | Grekland | 15 – 7                       | Frankrike | Pieter van den Hoogenband Zwemstadion                                       |                                                                             |
| 19:00 | 19:00          | Ninou 4  | (3–1, 3–4, 4–1, 5–1) Rapport | Daulé 2   | Eindhoven Domare: Diana Dutilh (Nederländerna) Martina Kuníková (Slovakien) | Eindhoven Domare: Diana Dutilh (Nederländerna) Martina Kuníková (Slovakien) |
| 19:00 | 19:00          |          |                              |           | Eindhoven Domare: Diana Dutilh (Nederländerna) Martina Kuníková (Slovakien) | Eindhoven Domare: Diana Dutilh (Nederländerna) Martina Kuníková (Slovakien) |
| 19:00 | 19:00          |          |                              |           | Eindhoven Domare: Diana Dutilh (Nederländerna) Martina Kuníková (Slovakien) | Eindhoven Domare: Diana Dutilh (Nederländerna) Martina Kuníková (Slovakien) |

|       | 9 januari 2024 | Italien    | 12 – 11                      | Ungern  | Pieter van den Hoogenband Zwemstadion                                     |                                                                           |
| 20:30 | 20:30          | Bianconi 4 | (4–2, 3–3, 4–4, 1–2) Rapport | Garda 4 | Eindhoven Domare: Juan Carlos Colominas (Spanien) Matan Schwartz (Israel) | Eindhoven Domare: Juan Carlos Colominas (Spanien) Matan Schwartz (Israel) |
| 20:30 | 20:30          |            |                              |         | Eindhoven Domare: Juan Carlos Colominas (Spanien) Matan Schwartz (Israel) | Eindhoven Domare: Juan Carlos Colominas (Spanien) Matan Schwartz (Israel) |
| 20:30 | 20:30          |            |                              |         | Eindhoven Domare: Juan Carlos Colominas (Spanien) Matan Schwartz (Israel) | Eindhoven Domare: Juan Carlos Colominas (Spanien) Matan Schwartz (Israel) |

### Semifinaler
|       | 11 januari 2024 | Spanien | 13 – 5                       | Grekland | Pieter van den Hoogenband Zwemstadion                             |                                                                   |
| 19:00 | 19:00           | Forca 3 | (4–1, 1–1, 4–1, 4–2) Rapport | Xenaki 3 | Eindhoven Domare: Matan Schwartz (Israel) Nóra Debreceni (Ungern) | Eindhoven Domare: Matan Schwartz (Israel) Nóra Debreceni (Ungern) |
| 19:00 | 19:00           |         |                              |          | Eindhoven Domare: Matan Schwartz (Israel) Nóra Debreceni (Ungern) | Eindhoven Domare: Matan Schwartz (Israel) Nóra Debreceni (Ungern) |
| 19:00 | 19:00           |         |                              |          | Eindhoven Domare: Matan Schwartz (Israel) Nóra Debreceni (Ungern) | Eindhoven Domare: Matan Schwartz (Israel) Nóra Debreceni (Ungern) |

|       | 11 januari 2024 | Nederländerna | 7 – 6                        | Italien       | Pieter van den Hoogenband Zwemstadion                              |                                                                    |
| 20:30 | 20:30           | tre spelare 2 | (1–1, 2–2, 2–2, 2–1) Rapport | sex spelare 1 | Eindhoven Domare: Radosław Koryzna (Polen) Philip Uhlig (Tyskland) | Eindhoven Domare: Radosław Koryzna (Polen) Philip Uhlig (Tyskland) |
| 20:30 | 20:30           |               |                              |               | Eindhoven Domare: Radosław Koryzna (Polen) Philip Uhlig (Tyskland) | Eindhoven Domare: Radosław Koryzna (Polen) Philip Uhlig (Tyskland) |
| 20:30 | 20:30           |               |                              |               | Eindhoven Domare: Radosław Koryzna (Polen) Philip Uhlig (Tyskland) | Eindhoven Domare: Radosław Koryzna (Polen) Philip Uhlig (Tyskland) |

### Bronsmatch
|       | 13 januari 2024 | Grekland  | 7 – 6                        | Italien    | Pieter van den Hoogenband Zwemstadion                                          |                                                                                |
| 19:00 | 19:00           | Asimaki 2 | (3–1, 1–0, 1–1, 2–4) Rapport | Bianconi 2 | Eindhoven Domare: Diana Dutilh (Nederländerna) Juan Carlos Colominas (Spanien) | Eindhoven Domare: Diana Dutilh (Nederländerna) Juan Carlos Colominas (Spanien) |
| 19:00 | 19:00           |           |                              |            | Eindhoven Domare: Diana Dutilh (Nederländerna) Juan Carlos Colominas (Spanien) | Eindhoven Domare: Diana Dutilh (Nederländerna) Juan Carlos Colominas (Spanien) |
| 19:00 | 19:00           |           |                              |            | Eindhoven Domare: Diana Dutilh (Nederländerna) Juan Carlos Colominas (Spanien) | Eindhoven Domare: Diana Dutilh (Nederländerna) Juan Carlos Colominas (Spanien) |

### Final
|       | 13 januari 2024 | Spanien | 7 – 8                        | Nederländerna            | Pieter van den Hoogenband Zwemstadion                             |                                                                   |
| 20:30 | 20:30           | Ortiz 2 | (2–1, 1–4, 2–1, 2–2) Rapport | Joustra, Van der Sloot 2 | Eindhoven Domare: Nóra Debreceni (Ungern) Matan Schwartz (Israel) | Eindhoven Domare: Nóra Debreceni (Ungern) Matan Schwartz (Israel) |
| 20:30 | 20:30           |         |                              |                          | Eindhoven Domare: Nóra Debreceni (Ungern) Matan Schwartz (Israel) | Eindhoven Domare: Nóra Debreceni (Ungern) Matan Schwartz (Israel) |
| 20:30 | 20:30           |         |                              |                          | Eindhoven Domare: Nóra Debreceni (Ungern) Matan Schwartz (Israel) | Eindhoven Domare: Nóra Debreceni (Ungern) Matan Schwartz (Israel) |

## Placeringsmatcher

### 13:e–16:e plats
|  | Semifinaler om plats 13–16 | Semifinaler om plats 13–16 |                     |    | Match om 13:e plats | Match om 13:e plats |
|  |                            |                            |                     |    |                     |                     |
|  | 8 januari                  |                            |                     |    |                     |                     |
|  |                            |                            |                     |    |                     |                     |
|  | Rumänien                   | 18                         |                     |    |                     |                     |
|  | Rumänien                   | 18                         | 9 januari           |    |                     |                     |
|  | Bulgarien                  | 6                          |                     |    |                     |                     |
|  | Bulgarien                  | 6                          | Rumänien            | 3  |                     |                     |
|  | 8 januari                  |                            | Rumänien            | 3  |                     |                     |
|  |                            | Turkiet                    | 7                   |    |                     |                     |
|  | Slovakien                  | Turkiet                    | 7                   | 10 |                     |                     |
|  | Slovakien                  |                            |                     | 10 |                     |                     |
|  | Turkiet                    | 13                         |                     |    |                     |                     |
|  | Turkiet                    | 13                         | Match om 15:e plats |    |                     |                     |
|  |                            |                            |                     |    |                     |                     |
|  | 9 januari                  |                            |                     |    |                     |                     |
|  |                            |                            |                     |    |                     |                     |
|  | Bulgarien                  | 10                         |                     |    |                     |                     |
|  | Bulgarien                  | 10                         |                     |    |                     |                     |
|  | Slovakien                  | 18                         |                     |    |                     |                     |

#### Semifinaler om plats 13–16
|       | 8 januari 2024 | Slovakien   | 10 – 13                      | Turkiet | Pieter van den Hoogenband Zwemstadion                                               |                                                                                     |
| 12:00 | 12:00          | Mešterová 3 | (5–2, 1–4, 2–3, 2–4) Rapport | Kuş 6   | Eindhoven Domare: Maxim Gerasimov (Storbritannien) Vyacheslav Byelyevtsov (Ukraina) | Eindhoven Domare: Maxim Gerasimov (Storbritannien) Vyacheslav Byelyevtsov (Ukraina) |
| 12:00 | 12:00          |             |                              |         | Eindhoven Domare: Maxim Gerasimov (Storbritannien) Vyacheslav Byelyevtsov (Ukraina) | Eindhoven Domare: Maxim Gerasimov (Storbritannien) Vyacheslav Byelyevtsov (Ukraina) |
| 12:00 | 12:00          |             |                              |         | Eindhoven Domare: Maxim Gerasimov (Storbritannien) Vyacheslav Byelyevtsov (Ukraina) | Eindhoven Domare: Maxim Gerasimov (Storbritannien) Vyacheslav Byelyevtsov (Ukraina) |

|       | 8 januari 2024 | Bulgarien           | 6 – 18                       | Rumänien  | Pieter van den Hoogenband Zwemstadion                                      |                                                                            |
| 13:30 | 13:30          | Gesheva, Rumenova 2 | (1–6, 2–7, 2–3, 1–2) Rapport | Olteanu 7 | Eindhoven Domare: Ivanka Raković Krstonošić (Serbien) Ivo Mareš (Tjeckien) | Eindhoven Domare: Ivanka Raković Krstonošić (Serbien) Ivo Mareš (Tjeckien) |
| 13:30 | 13:30          |                     |                              |           | Eindhoven Domare: Ivanka Raković Krstonošić (Serbien) Ivo Mareš (Tjeckien) | Eindhoven Domare: Ivanka Raković Krstonošić (Serbien) Ivo Mareš (Tjeckien) |
| 13:30 | 13:30          |                     |                              |           | Eindhoven Domare: Ivanka Raković Krstonošić (Serbien) Ivo Mareš (Tjeckien) | Eindhoven Domare: Ivanka Raković Krstonošić (Serbien) Ivo Mareš (Tjeckien) |

#### Match om 15:e plats
|       | 9 januari 2024 | Slovakien            | 18 – 10                      | Bulgarien   | Pieter van den Hoogenband Zwemstadion                                            |                                                                                  |
| 09:00 | 09:00          | Kačková, Sedláková 4 | (5–3, 4–1, 5–3, 4–3) Rapport | Dimitrova 4 | Eindhoven Domare: Ioana Feica-Prodan (Rumänien) Vyacheslav Byelyevtsov (Ukraina) | Eindhoven Domare: Ioana Feica-Prodan (Rumänien) Vyacheslav Byelyevtsov (Ukraina) |
| 09:00 | 09:00          |                      |                              |             | Eindhoven Domare: Ioana Feica-Prodan (Rumänien) Vyacheslav Byelyevtsov (Ukraina) | Eindhoven Domare: Ioana Feica-Prodan (Rumänien) Vyacheslav Byelyevtsov (Ukraina) |
| 09:00 | 09:00          |                      |                              |             | Eindhoven Domare: Ioana Feica-Prodan (Rumänien) Vyacheslav Byelyevtsov (Ukraina) | Eindhoven Domare: Ioana Feica-Prodan (Rumänien) Vyacheslav Byelyevtsov (Ukraina) |

#### Match om 13:e plats
|       | 9 januari 2024 | Turkiet | 7 – 3                        | Rumänien  | Pieter van den Hoogenband Zwemstadion                           |                                                                 |
| 10:30 | 10:30          | Kuş 3   | (1–0, 2–0, 2–0, 2–3) Rapport | Olteanu 2 | Eindhoven Domare: Anne Grandin (Frankrike) Ivo Mareš (Tjeckien) | Eindhoven Domare: Anne Grandin (Frankrike) Ivo Mareš (Tjeckien) |
| 10:30 | 10:30          |         |                              |           | Eindhoven Domare: Anne Grandin (Frankrike) Ivo Mareš (Tjeckien) | Eindhoven Domare: Anne Grandin (Frankrike) Ivo Mareš (Tjeckien) |
| 10:30 | 10:30          |         |                              |           | Eindhoven Domare: Anne Grandin (Frankrike) Ivo Mareš (Tjeckien) | Eindhoven Domare: Anne Grandin (Frankrike) Ivo Mareš (Tjeckien) |

### 9:e–12:e plats
|  | Semifinaler om plats 9–12 | Semifinaler om plats 9–12 |                     |    | Match om 9:e plats | Match om 9:e plats |
|  |                           |                           |                     |    |                    |                    |
|  | 9 januari                 |                           |                     |    |                    |                    |
|  |                           |                           |                     |    |                    |                    |
|  | Israel                    | 18                        |                     |    |                    |                    |
|  | Israel                    | 18                        | 11 januari          |    |                    |                    |
|  | Tjeckien                  | 5                         |                     |    |                    |                    |
|  | Tjeckien                  | 5                         | Israel              | 13 |                    |                    |
|  | 9 januari                 |                           | Israel              | 13 |                    |                    |
|  |                           | Serbien                   | 12                  |    |                    |                    |
|  | Serbien                   | Serbien                   | 12                  | 12 |                    |                    |
|  | Serbien                   |                           |                     | 12 |                    |                    |
|  | Tyskland                  | 11                        |                     |    |                    |                    |
|  | Tyskland                  | 11                        | Match om 11:e plats |    |                    |                    |
|  |                           |                           |                     |    |                    |                    |
|  | 11 januari                |                           |                     |    |                    |                    |
|  |                           |                           |                     |    |                    |                    |
|  | Tjeckien                  | 12                        |                     |    |                    |                    |
|  | Tjeckien                  | 12                        |                     |    |                    |                    |
|  | Tyskland                  | 15                        |                     |    |                    |                    |

#### Semifinaler om plats 9–12
|       | 9 januari 2024 | Serbien       | 12 – 11                      | Tyskland | Pieter van den Hoogenband Zwemstadion                                       |                                                                             |
| 12:00 | 12:00          | fem spelare 2 | (5–1, 2–4, 3–5, 2–1) Rapport | Plotz 4  | Eindhoven Domare: Maria Daskalopoulou (Grekland) İlkin Çakmakoğlu (Turkiet) | Eindhoven Domare: Maria Daskalopoulou (Grekland) İlkin Çakmakoğlu (Turkiet) |
| 12:00 | 12:00          |               |                              |          | Eindhoven Domare: Maria Daskalopoulou (Grekland) İlkin Çakmakoğlu (Turkiet) | Eindhoven Domare: Maria Daskalopoulou (Grekland) İlkin Çakmakoğlu (Turkiet) |
| 12:00 | 12:00          |               |                              |          | Eindhoven Domare: Maria Daskalopoulou (Grekland) İlkin Çakmakoğlu (Turkiet) | Eindhoven Domare: Maria Daskalopoulou (Grekland) İlkin Çakmakoğlu (Turkiet) |

|       | 9 januari 2024 | Israel       | 18 – 5                       | Tjeckien | Pieter van den Hoogenband Zwemstadion                                              |                                                                                    |
| 13:30 | 13:30          | Bogachenko 7 | (3–3, 4–0, 4–1, 7–1) Rapport | Holá 2   | Eindhoven Domare: Maxim Gerasimov (Storbritannien) Aleksandar Nestorov (Bulgarien) | Eindhoven Domare: Maxim Gerasimov (Storbritannien) Aleksandar Nestorov (Bulgarien) |
| 13:30 | 13:30          |              |                              |          | Eindhoven Domare: Maxim Gerasimov (Storbritannien) Aleksandar Nestorov (Bulgarien) | Eindhoven Domare: Maxim Gerasimov (Storbritannien) Aleksandar Nestorov (Bulgarien) |
| 13:30 | 13:30          |              |                              |          | Eindhoven Domare: Maxim Gerasimov (Storbritannien) Aleksandar Nestorov (Bulgarien) | Eindhoven Domare: Maxim Gerasimov (Storbritannien) Aleksandar Nestorov (Bulgarien) |

#### Match om 11:e plats
|       | 11 januari 2024 | Tyskland              | 15 – 12                      | Tjeckien       | Pieter van den Hoogenband Zwemstadion                                     |                                                                           |
| 12:00 | 12:00           | G. Deike, Vosseberg 5 | (3–4, 3–4, 3–3, 6–1) Rapport | fyra spelare 2 | Eindhoven Domare: Sara Kontek (Kroatien) Vyacheslav Byelyevtsov (Ukraina) | Eindhoven Domare: Sara Kontek (Kroatien) Vyacheslav Byelyevtsov (Ukraina) |
| 12:00 | 12:00           |                       |                              |                | Eindhoven Domare: Sara Kontek (Kroatien) Vyacheslav Byelyevtsov (Ukraina) | Eindhoven Domare: Sara Kontek (Kroatien) Vyacheslav Byelyevtsov (Ukraina) |
| 12:00 | 12:00           |                       |                              |                | Eindhoven Domare: Sara Kontek (Kroatien) Vyacheslav Byelyevtsov (Ukraina) | Eindhoven Domare: Sara Kontek (Kroatien) Vyacheslav Byelyevtsov (Ukraina) |

#### Match om 9:e plats
|       | 11 januari 2024 | Serbien       | 12 – 13                      | Israel       | Pieter van den Hoogenband Zwemstadion                                   |                                                                         |
| 13:30 | 13:30           | fem spelare 2 | (3–3, 4–1, 2–4, 3–5) Rapport | Bogachenko 4 | Eindhoven Domare: Martina Kuníková (Slovakien) Anne Grandin (Frankrike) | Eindhoven Domare: Martina Kuníková (Slovakien) Anne Grandin (Frankrike) |
| 13:30 | 13:30           |               |                              |              | Eindhoven Domare: Martina Kuníková (Slovakien) Anne Grandin (Frankrike) | Eindhoven Domare: Martina Kuníková (Slovakien) Anne Grandin (Frankrike) |
| 13:30 | 13:30           |               |                              |              | Eindhoven Domare: Martina Kuníková (Slovakien) Anne Grandin (Frankrike) | Eindhoven Domare: Martina Kuníková (Slovakien) Anne Grandin (Frankrike) |

### 5:e–8:e plats
|  | Semifinaler om plats 5–8 | Semifinaler om plats 5–8 |                    |   | Match om 5:e plats | Match om 5:e plats |
|  |                          |                          |                    |   |                    |                    |
|  | 11 januari               |                          |                    |   |                    |                    |
|  |                          |                          |                    |   |                    |                    |
|  | Kroatien                 | 10                       |                    |   |                    |                    |
|  | Kroatien                 | 10                       | 13 januari         |   |                    |                    |
|  | Frankrike                | 12                       |                    |   |                    |                    |
|  | Frankrike                | 12                       | Frankrike          | 3 |                    |                    |
|  | 11 januari               |                          | Frankrike          | 3 |                    |                    |
|  |                          | Ungern                   | 14                 |   |                    |                    |
|  | Storbritannien           | Ungern                   | 14                 | 5 |                    |                    |
|  | Storbritannien           |                          |                    | 5 |                    |                    |
|  | Ungern                   | 21                       |                    |   |                    |                    |
|  | Ungern                   | 21                       | Match om 7:e plats |   |                    |                    |
|  |                          |                          |                    |   |                    |                    |
|  | 13 januari               |                          |                    |   |                    |                    |
|  |                          |                          |                    |   |                    |                    |
|  | Kroatien                 | 9                        |                    |   |                    |                    |
|  | Kroatien                 | 9                        |                    |   |                    |                    |
|  | Storbritannien           | 11                       |                    |   |                    |                    |

#### Semifinaler om plats 5–8
|       | 11 januari 2024 | Kroatien | 10 – 12                      | Frankrike          | Pieter van den Hoogenband Zwemstadion                                       |                                                                             |
| 16:00 | 16:00           | Butić 4  | (3–3, 2–3, 2–4, 3–2) Rapport | Hertzka, Vernoux 3 | Eindhoven Domare: Alessia Ferrari (Italien) Juan Carlos Colominas (Spanien) | Eindhoven Domare: Alessia Ferrari (Italien) Juan Carlos Colominas (Spanien) |
| 16:00 | 16:00           |          |                              |                    | Eindhoven Domare: Alessia Ferrari (Italien) Juan Carlos Colominas (Spanien) | Eindhoven Domare: Alessia Ferrari (Italien) Juan Carlos Colominas (Spanien) |
| 16:00 | 16:00           |          |                              |                    | Eindhoven Domare: Alessia Ferrari (Italien) Juan Carlos Colominas (Spanien) | Eindhoven Domare: Alessia Ferrari (Italien) Juan Carlos Colominas (Spanien) |

|       | 11 januari 2024 | Storbritannien | 5 – 21                       | Ungern       | Pieter van den Hoogenband Zwemstadion                               |                                                                     |
| 17:30 | 17:30           | Rogers 2       | (1–7, 1–4, 1–4, 2–6) Rapport | Keszthelyi 5 | Eindhoven Domare: Diana Dutilh (Nederländerna) Ivo Mareš (Tjeckien) | Eindhoven Domare: Diana Dutilh (Nederländerna) Ivo Mareš (Tjeckien) |
| 17:30 | 17:30           |                |                              |              | Eindhoven Domare: Diana Dutilh (Nederländerna) Ivo Mareš (Tjeckien) | Eindhoven Domare: Diana Dutilh (Nederländerna) Ivo Mareš (Tjeckien) |
| 17:30 | 17:30           |                |                              |              | Eindhoven Domare: Diana Dutilh (Nederländerna) Ivo Mareš (Tjeckien) | Eindhoven Domare: Diana Dutilh (Nederländerna) Ivo Mareš (Tjeckien) |

#### Match om 7:e plats
|       | 13 januari 2024 | Kroatien   | 9 – 11                       | Storbritannien | Pieter van den Hoogenband Zwemstadion                                      |                                                                            |
| 16:00 | 16:00           | J. Butić 3 | (2–1, 2–1, 4–5, 1–4) Rapport | Turner 4       | Eindhoven Domare: Alessia Ferrari (Italien) Maria Daskalopoulou (Grekland) | Eindhoven Domare: Alessia Ferrari (Italien) Maria Daskalopoulou (Grekland) |
| 16:00 | 16:00           |            |                              |                | Eindhoven Domare: Alessia Ferrari (Italien) Maria Daskalopoulou (Grekland) | Eindhoven Domare: Alessia Ferrari (Italien) Maria Daskalopoulou (Grekland) |
| 16:00 | 16:00           |            |                              |                | Eindhoven Domare: Alessia Ferrari (Italien) Maria Daskalopoulou (Grekland) | Eindhoven Domare: Alessia Ferrari (Italien) Maria Daskalopoulou (Grekland) |

#### Match om 5:e plats
|       | 13 januari 2024 | Frankrike     | 3 – 14                       | Ungern       | Pieter van den Hoogenband Zwemstadion                                          |                                                                                |
| 17:30 | 17:30           | tre spelare 1 | (1–5, 0–4, 0–2, 2–3) Rapport | Keszthelyi 6 | Eindhoven Domare: Ivanka Raković Krstonošić (Serbien) Radosław Koryzna (Polen) | Eindhoven Domare: Ivanka Raković Krstonošić (Serbien) Radosław Koryzna (Polen) |
| 17:30 | 17:30           |               |                              |              | Eindhoven Domare: Ivanka Raković Krstonošić (Serbien) Radosław Koryzna (Polen) | Eindhoven Domare: Ivanka Raković Krstonošić (Serbien) Radosław Koryzna (Polen) |
| 17:30 | 17:30           |               |                              |              | Eindhoven Domare: Ivanka Raković Krstonošić (Serbien) Radosław Koryzna (Polen) | Eindhoven Domare: Ivanka Raković Krstonošić (Serbien) Radosław Koryzna (Polen) |

## Slutställning
Grekland kvalificerade sig till olympiska sommarspelen 2024 som det högst rankade laget som tidigare inte hade kvalificerat sig. Grekland, Frankrike och Storbritannien säkrade även de tre kvarvarande platserna till världsmästerskapen i simsport 2024.

| Placering | Lag            |
| --------- | -------------- |
| 1         | Nederländerna  |
| 2         | Spanien        |
| 3         | Grekland       |
| 4         | Italien        |
| 5         | Ungern         |
| 6         | Frankrike      |
| 7         | Storbritannien |
| 8         | Kroatien       |
| 9         | Israel         |
| 10        | Serbien        |
| 11        | Tyskland       |
| 12        | Tjeckien       |
| 13        | Turkiet        |
| 14        | Rumänien       |
| 15        | Slovakien      |
| 16        | Bulgarien      |

|  | Kvalificerad till olympiska sommarspelen 2024        |
|  | Kvalificerad till världsmästerskapen i simsport 2024 |